# Obfite piersi, pełne biodra
Obfite piersi, pełne biodra to powieść chińskiego noblisty Mo Yana, wydana w 1996 r. Opowiada historię Chin XX w. poprzez dzieje rodziny Shangguan w konwencji realizmu magicznego. Polski przekład autorstwa Katarzyny Kulpy ukazał się dwukrotnie nakładem Wydawnictwa WAB, po raz pierwszy w 2007 r.

## Postaci
- Shangguan Lü - babka
- Shangguan Lu - matka
- Shangguan Laidi - najstarsza córka, żona Sha Yuelianga. Ich córka to Sha Zaohua.
- Shangguan Zhaodi - druga w kolejności córka, żona Simy Ku, matka bliźniaków, Simy Feng and Simy Huang.
- Shangguan Lingdi - trzecia córka, zwana "Ptasią Nieśmiertelną". Pierwsza żona Suna Niemowy.
- Shangguan Xiangdi - czwarta córka, będąc ciężarem dla rodziny, poszła dobrowolnie do domu publicznego.
- Shangguan Pandi - piąta córka, żona komunisty Lu Lirena, matka Lu Shengli.
- Shangguan Niandi - szósta córka, żona amerykańskiego pilota Babbitta.
- Shangguan Qiudi - siódma córka, sprzedana rosyjskiej hrabinie Rostow, później niepokorna studentka medycyny.
- Shangguan Yunü - ósma córka, niewidoma siostra-bliźniaczka Jintonga.
- Shangguan Jintong - narrator, jedyny syn Shangguan Lu. Jego siostrą-bliźniczką jest Yunü, a ojcem - pastor Malloy. Ukochane dziecko swej matki, niemogące funkcjonować bez mleka z jej obfitych piersi aż do wczesnej dorosłości.